# Моральний універсалізм
Моральний універсалі́зм  (або моральний об'єктивізм) — віра в те, що моральні цінності — наприклад, права людини — є значною мірою однаковими завжди і всюди. Універсалізм є протилежністю релятивізму.[джерело?]
Ідея універсалізму присутня в історії  християнства, ісламу, зороастризму, індуїзму й інших  релігій. Перші безперечні джерела про універсалізм в християнстві з'являються в  Англії в XVII столітті, в  Європі та Америці в XVIII століття. Як організована течія універсалізм виникає в  Північній Америці в  епоху Просвітництва.
Індивідуальне щастя універсалізм вважає неможливим за відсутності у особистості свідомості солідарності з навколишнім світом і без установки гармонії між ними, можливою тільки шляхом пізнання законів, що лежать в основі світового розвитку, і дотримання їх. Під універсалізмом також розуміється « етичний світогляд, протилежне індивідуалізму», «форма мислення, яка розглядає універсум як ціле».